# 12414 Bure
12414 Bure este un asteroid din centura principală de asteroizi.

## Descriere
12414 Bure este un asteroid din centura principală de asteroizi. A fost descoperit pe 26 septembrie 1995 la Zelenchukskaya Station de Timur V. Kryachko. Asteroidul prezintă o orbită caracterizată de o semiaxă mare de 2,42 ua, o excentricitate de 0,20 și o înclinație de 2,3° în raport cu ecliptica.